# Miranda (delstat)
 For alternative betydninger, se Miranda. (Se også artikler, som begynder med Miranda)
Miranda er en af Venezuelas 23 delstater (estados) og er beliggende i den nordlige del af landet. Dens hovedstad hedder Los Teques.
Delstaten er underinddelt i 21 kommuner (municipios) og 53 sogne (parroquias).
10°15′N 66°25′V / 10.25°N 66.42°V